# Kwak Jae-yong
Kwak Jae-yong (Hangŭl: 곽재용; Hanja: 郭在容) (Suwon, 22 maggio 1959) è un regista e sceneggiatore sudcoreano.
Studiò fisica alla Kyung Hee University di Suwon. Raggiunse il successo nel 1989, quando diresse il suo primo lungometraggio: Watercolor painting in a rainy day. I suoi due film successivi furono degl'insuccessi, ma tornò alla ribalta nel 2001 grazie a My sassy girl. Kwak Jae-yong è conosciuto per la sua capacità di coniugare delicate storie d'amore con i generi più disparati.

## Filmografia

### Regista e sceneggiatore
- Bioneun nalui suchaehwa (1989)
- Ga-eul-yeohaeng (1992)
- Bioneun nal suchaehwa 2 (1993)
- Yeopgijeog-in geunyeo (2001)
- Keulraesik (2003)
- Windstruck (2004)
- Mu-rim-yeo-dae-saeng (2008)
- Boku no kanojo wa cyborg (2008)
- Wo de zao geng nv you (2014)

### Sceneggiatore
- Piano chineun daetongryeong (2002)
- Ark (2004)
- Parang-juuibo (2004)
- Deiji (2006)
- Nv ren bu hai (2008)